# ثيلما كوين لونغ
ثيلما كوين لونج (بالإنجليزية: Thelma Coyne Long)‏‏ (14 أكتوبر 1918 - 13 أبريل 2015)، كانت لاعبة كرة مضرب أسترالية. خلال مسيرتها فازت بـ19 بطولة جراند سلام. أعلى تصنيف لها في الفردي كان المركز الـ 7 في سنة 1952.

## روابط خارجية
- ثيلما كوين لونغ على موقع الاتحاد الدولي لكرة المضرب (الإنجليزية)
- ثيلما كوين لونغ على موقع قاعة مشاهير كرة المضرب الدولية (الإنجليزية)
- ثيلما كوين لونغ على موقع اتحاد التنس الأسترالي (الإنجليزية)
- ثيلما كوين لونغ على موقع بطولة ويمبلدون (الإنجليزية)
- ثيلما كوين لونغ على موقع خلاصة التنس.كوم (الإنجليزية)